# Ary Voogd
Ary Voogd (gedoopt Schiedam, 3 juni 1754 – aldaar, 16 mei 1809) was een graanhandelaar en politicus ten tijde van de Bataafse Republiek.

## Familie
Voogd was een zoon van Hendrik Voogd (1712-1784/86) en diens tweede echtgenote Magtelt van der Meer (1717-1792). Hij trouwde in 1773 met Adriana Uitterweer (1753-1825), uit dit huwelijk werden twee kinderen geboren.

## Loopbaan
Voogd was makelaar in granen in Schiedam, hij was in 1792 medeoprichter van de handelscompagnie "Voogd, Heule en Comp.". Vanaf 1791 was hij actief in de politiek. Hij was lid van de provisionele raad (1791-1795) en municipaliteit (vanaf 1795) en regent van het Blauw- en pesthuis (1795-1798) van Schiedam.
In 1795 werd hij benoemd tot lid van de Vergadering van Provisionele Representanten van het Volk van Holland (1795-1796). Later was hij lid van de Tweede Nationale Vergadering (1797-1798), lid van de Constituerende Vergadering (1798) en lid van de Eerste Kamer (1798) van het Vertegenwoordigend Lichaam. Hij werd samen met onder meer Dirk Hoitsma op 20 november 1798 in Amsterdam gearresteerd op verdenking van samenzwering tegen het Uitvoerend Bewind. Vanaf 1802 was hij commissaris over het veer van de stad Schiedam op Amsterdam.
Hij overleed in 1809, op 54-jarige leeftijd.